# Cemal Reşit Rey
Cemal Reşit Rey (Jerusalém, 25 de outubro de 1904 — Istambul, 7 de outubro de 1985) foi um compositor, pianista, maestro e argumentista turco que é considerado um dos cinco pioneiros da música clássica na Turquia (conhecidos como "Os Cinco Turcos", em turco: Türk Beşleri) da primeira metade do século XX.
A Cemal Reşit Rey Konser Salonu, uma das melhores salas de concerto de Istambul,inaugurada em 1989, foi batizada em sua honra.

## Biografia
Nascido em Jerusalém, então parte do Império Otomano, filho de Ahmet Reşit Bey, um funcionário otomano, o pequeno Cemal manifestou desde cedo as suas inclinações para a música, tentando imitar as crianças que tocavam acordeão nas ruas de Jerusalém.
Aos cinco anos, a sua família mudou-se para Paris, onde Gustav Mahler ou alguém muito próximo dele[a] conheceu o pequeno Cemal e disse ao pai deste que o «o seu filho não vai poder fazer mais nada na vida senão música» e recomendou-o à reputada professora de piano Marguerite Long.
Com o início da Primeira Grande Guerra Mundial, Ahmet Reşit e a sua família tiveram que abandonar Paris e mudaram-se para Genebra, onde Cemal Reşit frequentou o conservatório local. Em 1919 a família vai para Istambul, onde o pai contrata um professor de piano. Pouco depois Cemal Reşit voltaria para Paris, desta vez sozinho, para voltar a estudar com Marguerite Long e no conservatório, onde é aluno de Gabriel Fauré. Completou o curso praticamente na mesma altura em que é declarada a répública turca.
O jovem Cemal é pouco depois contratado pelo conservatório municipal de Istambul, para ministrar os recém-criadas aulas de música ocidental.